# Аутономни систем
Аутономни систем (AS) на Интернету је скуп мрежа у надлежности једног административног тела. Типично, ову одговорност носе велике организација попут Интернет сервис провајдера (ИСП).
Прва дефиниција АС-а се појавила у  1771 и проширена је у  1930. Битно је разумети да је аутономни систем пре свега административни, а мање технички појам датог мрежног домена.
Сваки аутономни систем мора имати свој јединствени регистрациони број ASN (енгл. Autonomous System Number). Додељује га Интернет организација IANA (енгл. Internet Assigned Numbers Authority). Са појавом  4893 овај број је 32 битни (до тада 16 битни).